# Marina Mandarin Singapur

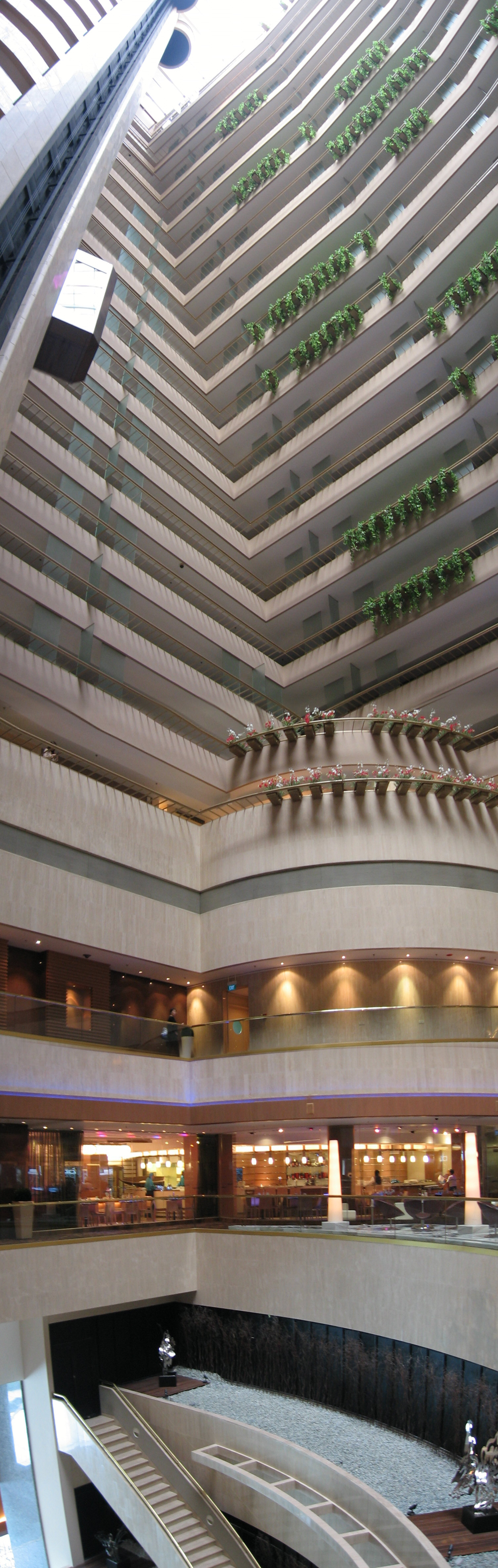
Atrio de interior.

El Marina Mandarín Singapur es un hotel de lujo de cinco estrellas. El hotel está localizado en el bulevar Raffles, en el complejo de Centro de la Marina, en el Núcleo Céntrico de Singapur.

## Hotel
Diseñado por John Portman, el hotel tiene uno de los atrios abiertos más grandes en el sureste Asia, el cual se eleva 21 niveles y está iluminado por luz natural. A cada una de las 575 habitaciones se accede desde los balcones que dan al atrio, y tienen vistas del puerto de Singapur y del paisaje urbano.
El salón de baile Marina Mandarin, libre de columnas, puede acomodar hasta 700 personas y el Vanda puede acomodar hasta 300.